# Gordon Xmas
Gordon Xmas is een Belgisch bier van John Martin. Het wordt te Steenhuffel gebrouwen door Brouwerij Palm voor John Martin.

## Achtergrond
Gordon-bieren worden al sinds begin vorige eeuw worden gebrouwen door Brouwerij John Martin. De naam "Gordon" werd reeds op 4 januari 1924 gedeponeerd door John Martin. De naam "Gordon" is een eerbetoon aan de historisch belangrijke Schotse Gordon-clan, die onder meer in de 13e eeuw nog meevocht met Lodewijk IX van Frankrijk. Een aantal jaren later ontving Adam Gordon van Robert I van Schotland een landgoed te Aberdeenshire. Het embleem van de bieren is een distel, symbool van Schotland, op een Schotse tartan, het blazoen van de clan. Het typische Gordon-glas is eveneens in distelvorm. Hoewel de naam "Gordon" Engels of Schots aandoet, zijn de bieren daar onbekend.
Gordon Xmas werd voorheen gedurende ongeveer een halve eeuw in Schotland gebrouwen bij Fountain Brewery. Maar omwille van het sluiten van deze brouwerij en de hoge transportkosten, laat bierfirma John Martin het bier nu brouwen in België.

## Het bier
Gordon Xmas  is een Scotch Ale met een alcoholpercentage van 8,8%. Het is een typisch winter- of kerstbier: een beetje zwaarder dan de traditionelere bieren.